# Starrkärrs kyrka
Starrkärrs kyrka är en kyrkobyggnad belägen i Starrkärrs socken, Västergötland. Den är församlingskyrka i Starrkärr-Kilanda församling och tillhör Göteborgs stift i Svenska kyrkan.

## Kyrkobyggnaden
På kyrkplatsen har det funnits tre kyrkor, som tidsmässigt avlöst varandra.

### 1200-tal - 1721
Den medeltida kyrkobyggnaden byggdes troligen på 1200-talet. Stenbyggnaden bestod av långhus och ett litet välvt rakslutat kor. Kyrkan hade spåntak och en fristående klockstapel. Bland kyrkans fåtaliga inventarier fanns en dopfunt av täljsten från 1200-talet. Valven hade målningar med jungfru Maria och Jesusbarnet, samt enligt 1600-tals kyrkoherden Kollinius beskrivning: "Munkar och nunnor måhlade såsom hvarandra kyssande, hvilket alt uti en kyrka var förargeliget".
I början av 1700-talet började kyrkan bli för trång och i dåligt skick men de ekonomiska förhållandena under Stora nordiska kriget klarade inte ett nybygge.

### 1721 - 1842
I april 1721 påbörjades bygget av den nya kyrkan. Billiga lösningar vid byggandet gjorde att brister och felaktigheter snart kom i dagen. Redan 1728 var inredningen i den nya kyrkan svårt angripen av svamp. År 1765 togs beslut om att bygga ett nytt torn, då det gamla var på väg att rasa. Vid besiktning 1828 råddes församlingen att återigen så snart som möjligt bygga ännu ett nytt torn. Detta, det nuvarande tornet, stod färdigt 1832.
Efter ett antal renoveringar beslutade församlingen 1838 om en totalrenovering, men enligt en besiktningsman var det inte meningsfullt, utan församlingen rekommenderades att bygga en ny kyrka, förutom tornet.

### 1842 -
Nuvarande kyrkan är byggd i nyklassicistisk stil. Senaste renoveringen/ombyggnaden skedde år 2000, då kyrkan målades om invändigt, golvet slipades och oljades, koret utökades och en invändig trappa byggdes från läktaren. Dessutom byggdes ett barnrum, vaktmästarutrymmen och en toalett under läktare.

## Inventarier
- Predikstolen i renässansstil tillverkades 1682 och genomgick en ombyggnad 1738. Ängeln som hänger över predikstolen skänktes till kyrkan 1703.[6]

- Dopfunten från 1960, ett verk av konstnären E Sand, byttes 2000 ut mot en träkopia av församlingens originaldopfunt. Originaldopfunten i täljsten från 1200-talet skänktes 1868 till Statens historiska museum i Stockholm.[7] Museet har klassat funten som stilbildande i den så kallade Starrkärrsskolan, och en dopfunt med motsvarande form och motiv finns också i Vallda kyrka i norra Halland. Motivelement återfinns också på dopfunt från Stråvalla kyrka i Varberg.

### Orgeln
- Huvudorgel var från början ett instrument byggt 1865 av Johan Nikolaus Söderling. Verket ersattes av ett nytt tillverkat 1910 av Eskil Lundén. Slutligen tillkom 1961 ett nytt verk från A. Magnusson Orgelbyggeri AB. Det innehåller tre hela stämmor och nio pipor från 1910 års orgel och den gamla fasaden härstammar möjligen från Söderlings orgel. Instrumentet har fjorton stämmor fördelade på två manualer och pedal.[8]
- Tidigare fanns även en kororgel med tre stämmor tillverkad 1969 av Västbo Orgelbyggeri. Kororgeln avyttrades 2010.[9]

## Den nutida kyrkan

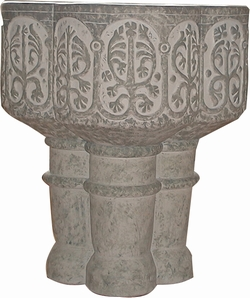
Starrkärrs dopfunt, träkopia.

## Starrkärrs 1200-talsdopfunt
Bilder från en tidigare utställning om medeltida kyrkokonst, Historiska museet, Stockholm.

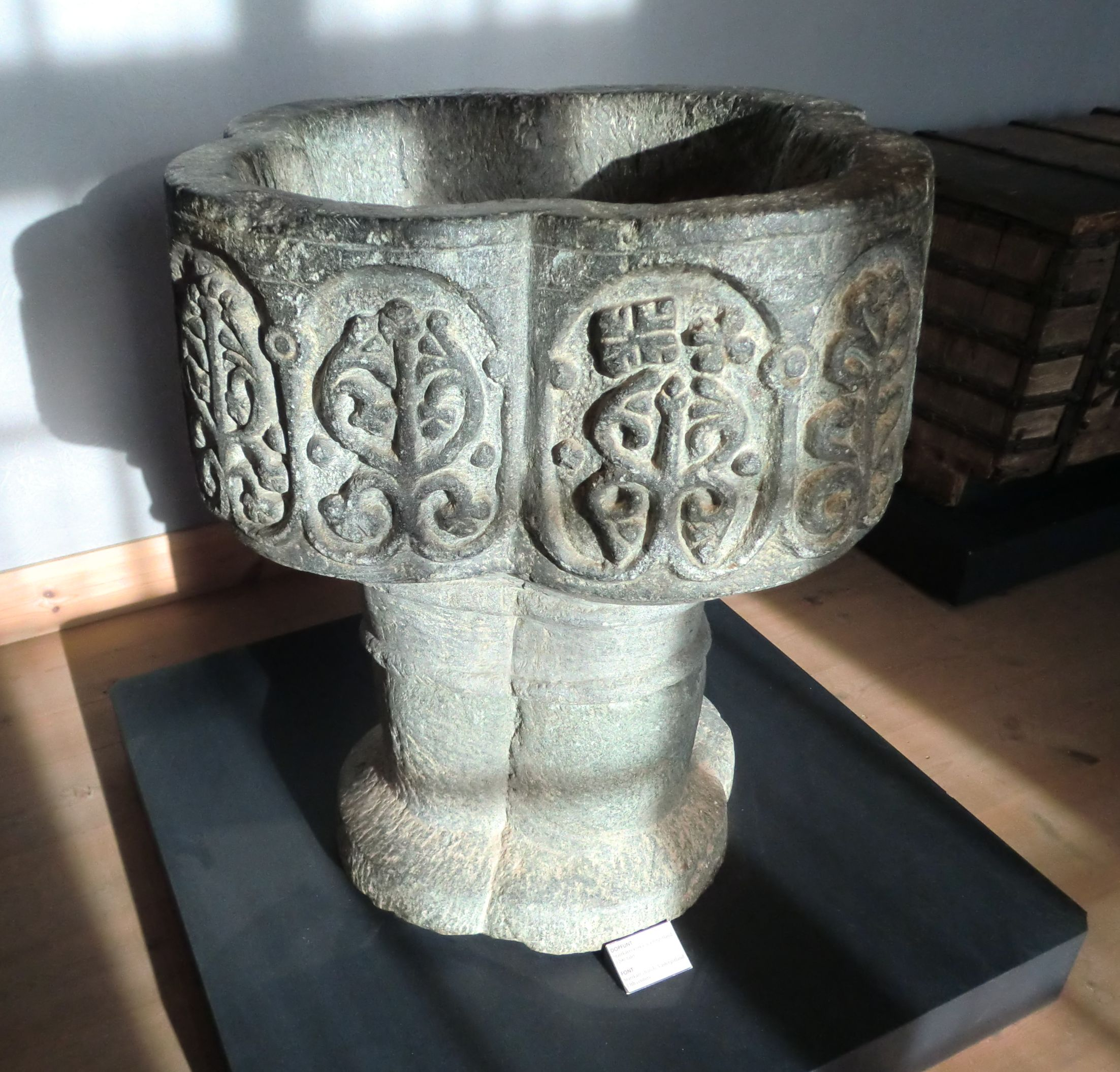
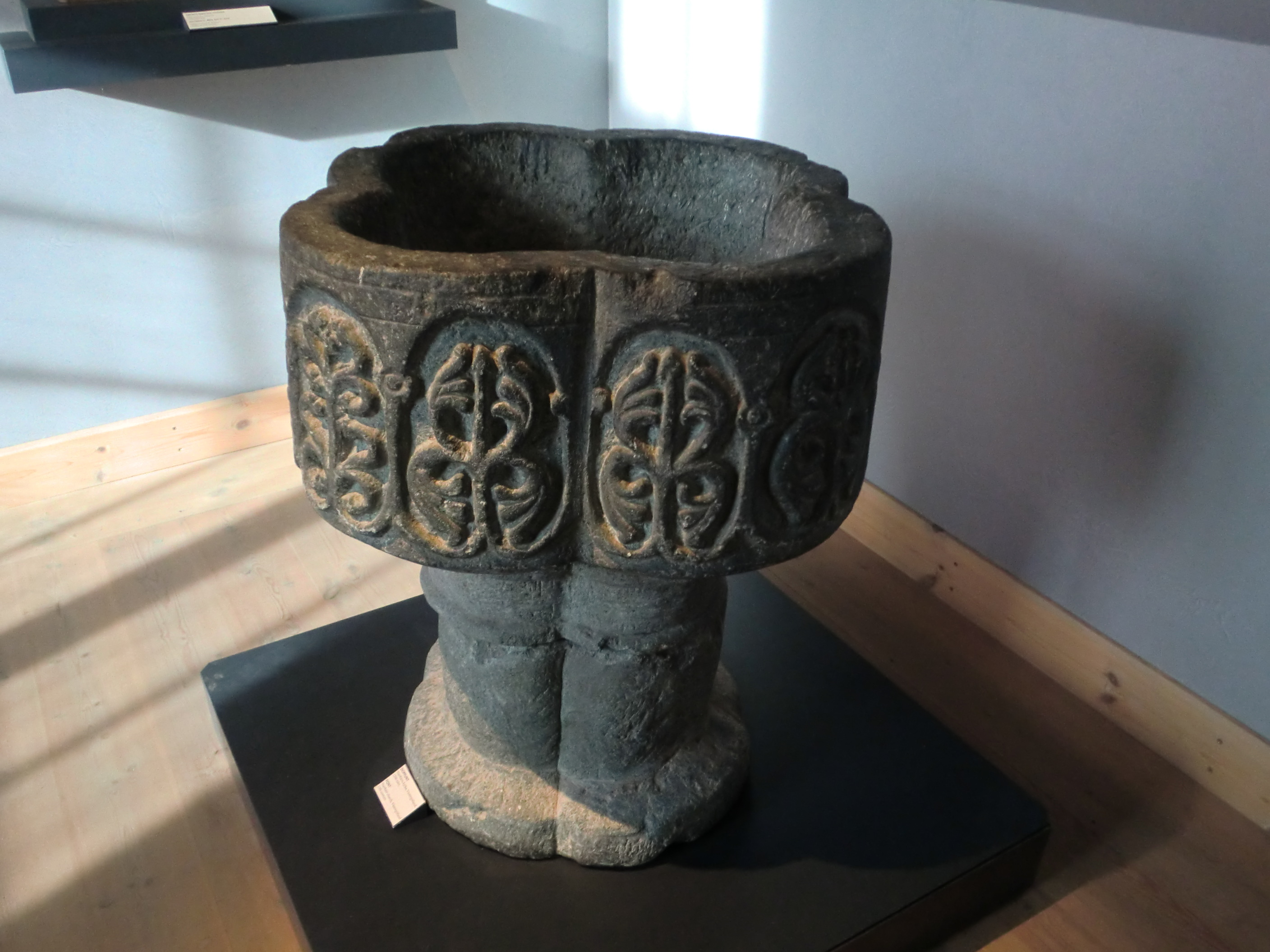
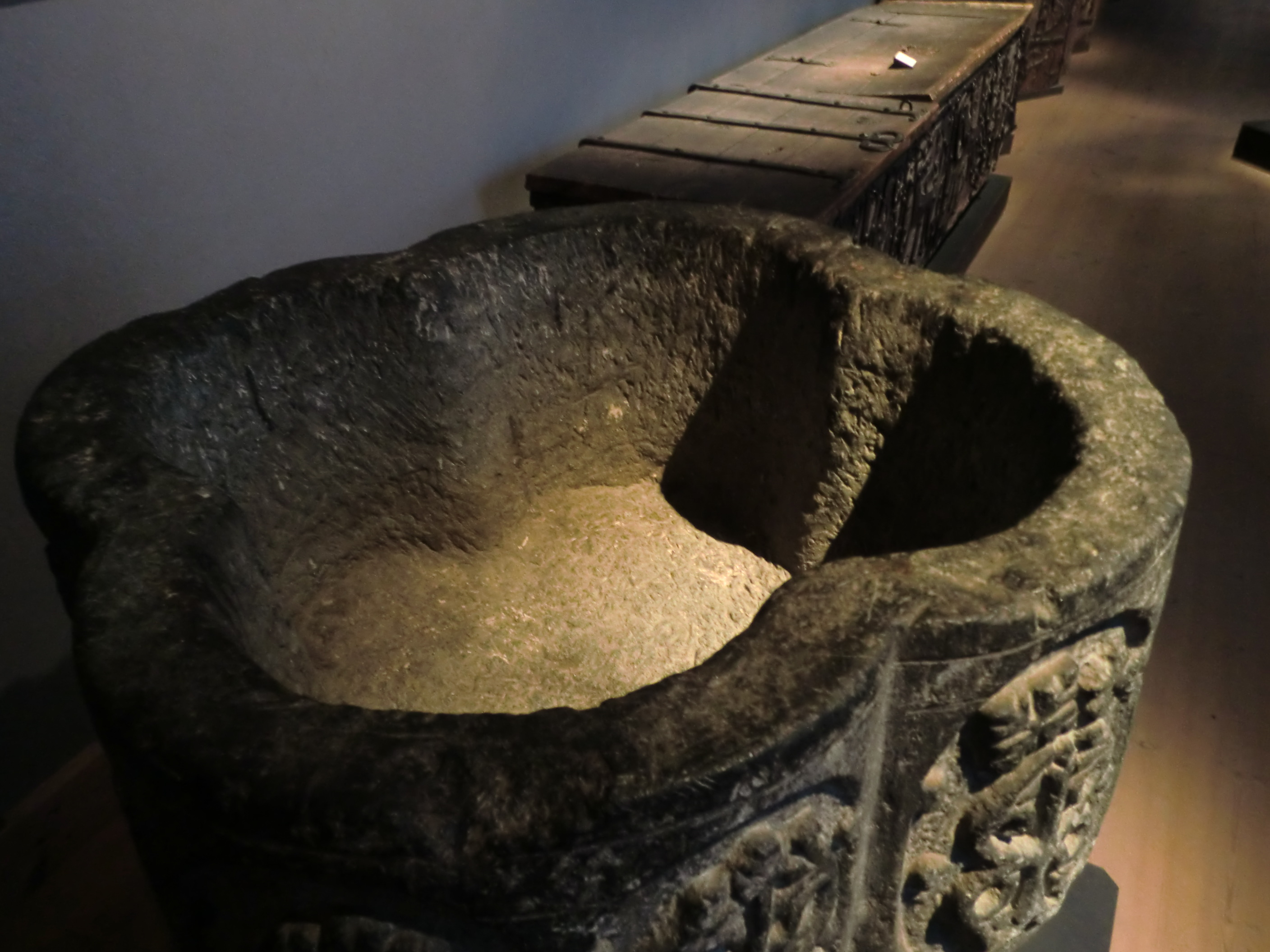